# Vitéz Attila
Vitéz Attila (Felsőméra, 1891. január 23. – 1953. február 23.) földbirtokos, országgyűlési képviselő.

## Élete
1891-ben született Felsőmérán, Abaúj-Torna vármegyében, római katolikus vallásban. Középiskolai tanulmányait a premontreiek rozsnyói főgimnáziumában végezte és ugyanott tett érettségi vizsgát is, később gazdasági akadémián szerzett oklevelet. Onnantól kezdve nagyrészt a családi birtokain gazdálkodott és idővel bekapcsolódott a csonka vármegye közéletébe is. Az 1939. évi általános választáson országgyűlési képviselőnek is megválasztották a szikszói választókerületben, a Magyar Élet Pártja programjával.